# Saugzug

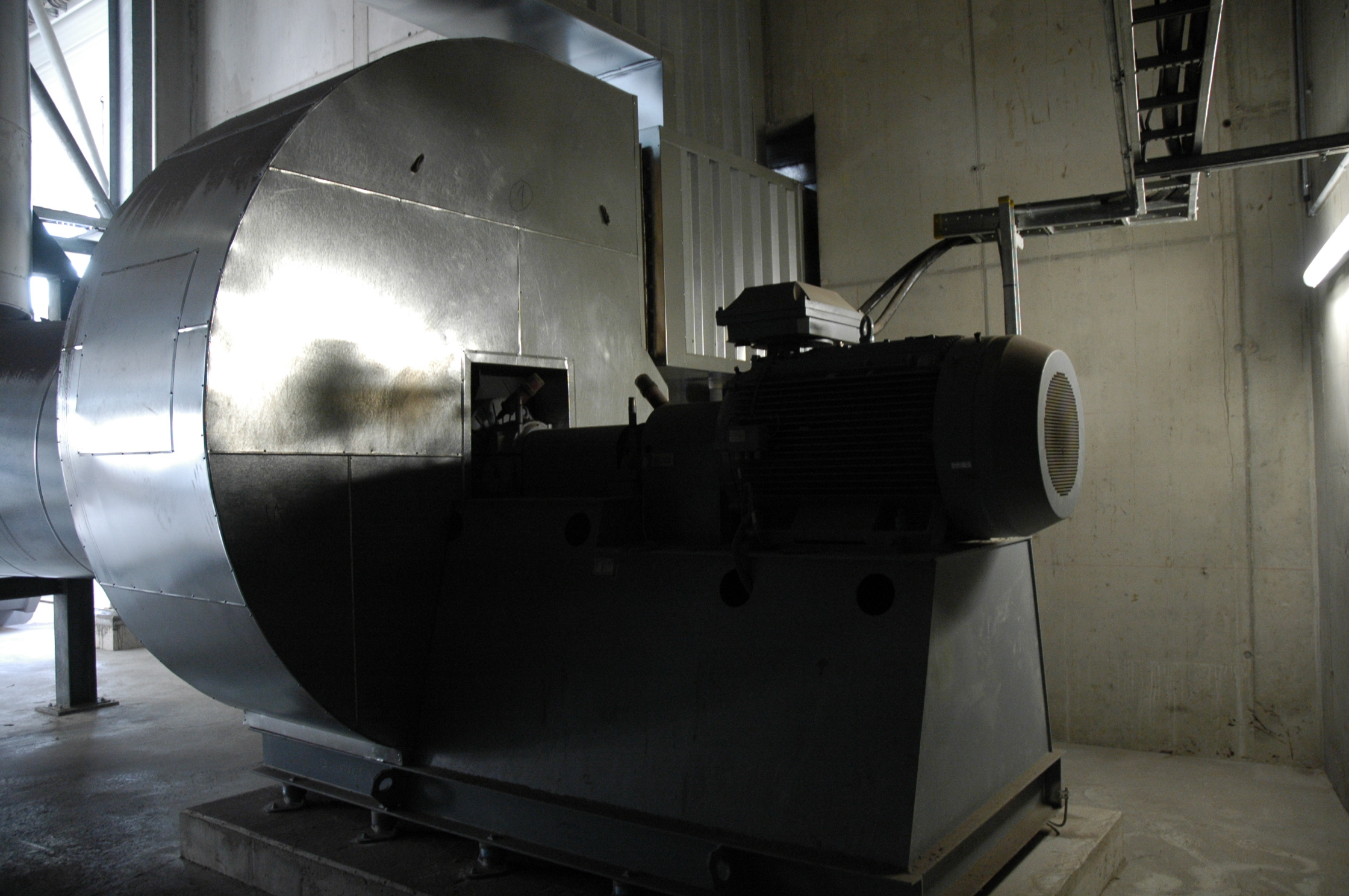
Saugzuggebläse des Biomasseheizkraftwerkes Baden mit einer Leistung von rund 100 kW und einen Volumenstrom von maximal 50.000 Nm³/h bei maximal 150 °C Abgastemperatur

Als Saugzug bezeichnet man eine Einrichtung (heute meist ein Gebläse), die die Verbrennungsabgase aus einer Unterdruck-Feuerung absaugt und durch den Kamin in die Atmosphäre abführt.
Bei kleinen Feuerungen ist zumeist der natürliche Kamineffekt (Naturzug) ausreichend, um das Abgas sicher abzuführen und den Unterdruck in der Feuerung aufrechtzuerhalten. Hier stellt der Kamin selbst den Saugzug dar und wird auch als Kaminzug bezeichnet. Bei mehreren, parallel geschalteten Kaminröhren spricht man auch von einem mehrzügigen Kamin.
Bei größeren Feuerungen im industriellen Bereich wird oft ein Gebläse zur Unterstützung des Saugzugs eingesetzt. Auch dieses Saugzuggebläse wird kurz als Saugzug bezeichnet.
Moderne Feuerungen steuern den Unterdruck durch geeignete Saugzuggebläse, um bessere Abgaswerte zu erreichen. (Bei gasdichten Abgasanlagen kann alternativ ein Druckgebläse eingesetzt werden.)

## Funktion des Unterdruckes
Die Aufrechterhaltung des Unterdrucks im Feuerraum ist wichtig, um sicherzustellen, dass keine heißen oder gesundheitsschädlichen Abgase unkontrolliert durch Ritzen und Spalte in der Feuerraumwand nach außen in den Aufstellungsraum dringen und das Betriebspersonal gefährden können. Wenn umgekehrt durch den Unterdruck kleine Mengen „Falschluft“ unkontrolliert in den Feuerraum einströmen, ist dies weniger gravierend, solange diese Mengen gegenüber der Gesamtmenge für die Feuerung zu vernachlässigen sind. 
Durch den Unterdruck wird bei solchen Feuerungen die zur Verbrennung notwendige Verbrennungsluft in den Feuerraum gesaugt. 
Überdruckfeuerungen benötigen im Gegensatz zu Unterdruckfeuerungen keinen Saugzug. Hier erzeugen stattdessen die Verbrennungsluftgebläse einen Überdruck im Feuerraum, durch welchen die Abgase zum Kamin hin ausgetrieben werden. Um sicherzustellen, dass keine Abgase unkontrolliert durch Ritzen und Spalte entweichen, müssen bei Überdruckfeuerungen Feuerraumwände und Abgasanlage gasdicht ausgeführt werden.
Brennwertkessel mit Luft-Abgas-System sind durchweg mit einem Gebläse zum Zuführen der Verbrennungsluft ausgestattet, da die vorgewärmte Verbrennungsluft hier entgegen der Strömungsrichtung des Abgases angesaugt werden muss.
Große Feuerungen können auch mit Saugzuggebläse und zusätzlichem Verbrennungsluftgebläse ausgestattet sein, das die Verbrennungsluft in den Feuerraum einbläst.

## Saugzugtypen
In industriellen Feuerungen wie Abfallverbrennungsanlagen und konventionellen Kraftwerken ist der Saugzug als großer Radialventilator oder Axialventilator ausgeführt. Sie verfügen oftmals über einen mehrstufigen Rotor mit variabler Laufschaufelverstellung bzw. Drallreglern bei Radialbauweise. Die Anordnung erfolgt bei Kraftwerken mit nachgeschalteten Rauchgasentschwefelungsanlagen (REA) zwischen E-Filter und REA. Eine weitere Möglichkeit ist die vertikale Anordnung im Kamin. Saugzüge hinter großen Kraftwerksblöcken gehören mit einem Durchmesser von über 5 Meter und Leistungen bis zu 13,5 MW zu den größten Gebläsen, die überhaupt gebaut werden.
In Dampflokomotiven kam überwiegend das sogenannte Blasrohr, eine Dampfstrahlpumpe, oder die Kylchap-Saugzuganlage als Weiterentwicklung von diesem zum Einsatz.